# 实球黑粉菌目
实球黑粉菌目（学名：Doassansiales）为外担菌纲的一个目。

## 下级分类
本目包括以下科：
- 实球黑粉菌科 Doassansiaceae
- 小黑菌科 Melaniellaceae
- 钩孢黑粉菌科 Rhamphosporaceae